# Palazzo Fieschi-Crosa di Vergagni
Il palazzo Fieschi-Crosa di Vergagni è un edificio storico italiano, sito in via di Canneto il Lungo 27, nel centro storico di Genova. È uno dei Palazzi dei Rolli che furono designati, al tempo della Repubblica di Genova, a ospitare gli ospiti di alto rango durante le visite di stato per conto del governo genovese.
Oltre all'edificio, di particolare rilevanza è anche il portale di ingresso.

## Storia e descrizione
Ricostruito nel XVI secolo dalla famiglia Fieschi, su una domus preesistente, alla fine del Settecento apparteneva ancora alla stessa famiglia.
Il palazzo fu iscritto in tre rolli a nome dell'Appiani principe di Piombino e governatore dello Stato dei Presidii nella età di Filippo II re di Spagna; come alloggio di secondo bussolo, fu annoverato tra le dimore più degne dell'epoca.
Il portale ad arco con medaglioni imperiali e l'atrio monumentale sono soltanto il primo segnale di un imponente palazzo che conserva al suo interno molti ambienti originari fra cui un locale decorato a stucchi di raffinata eleganza manierista. Se la grande facciata a piani differenziati non è complessivamente percepibile per la ristrettezza della via, l'edificio acquista maggior respiro su piazza Valoria (diradamento del 1544-1546), su cui prospetta anche il basso avancorpo che delimita il giardino.
La famiglia Crosa di Vergagni, dal XX secolo proprietaria del palazzo, lo restaurò interamente.